# Dauntless (jeu vidéo)
Pour les articles homonymes, voir Dauntless.
Dauntless est un jeu vidéo d'action-RPG développé par Phoenix Labs et édité par Epic Games. Le jeu a été initialement lancé en version bêta en mai 2018 pour Microsoft Windows. Une version en accès anticipé est lancée le 21 mai 2019 pour PlayStation 4 et Xbox One, comprenant une prise en charge multiplateforme, et a été publiée pour ces plateformes le 26 septembre 2019. Une version Nintendo Switch est sortie le 10 décembre 2019. Les versions PlayStation 5 et Xbox Series sont sorties le 2 décembre 2021.
Le 20 février 2025, Phoenix Labs annonce la fermeture des serveurs de Dauntless pour le 29 mai 2025,.

## Système de jeu
Dauntless se déroule dans un univers fantastique, où un événement cataclysmique a détruit le monde, libérant des créatures monstrueuses connues sous le nom de Behemoths qui s'attaquent aux survivants humains. Le joueur est dans la peau d'un Slayer afin d'éliminer les Behemoths, collectant le butin qu'ils utilisent pour fabriquer et améliorer les armes et l'équipement, pour abattre d'autres Behemoths, plus grands et plus puissants. Pendant la chasse, le jeu fonctionne comme un jeu d'action à la troisième personne; le joueur utilise un système de combo afin d'attaquer la créature, tout en surveillant sa propre jauge de santé et d'endurance. De telles chasses peuvent prendre plus de vingt minutes dans le jeu. Le jeu peut être joué en solo ou en coopération avec jusqu'à six personnes.

## Développement
Le studio Phoenix Labs a été fondé par d'anciens développeurs de Riot Games, Jesse Houston, Sean Bender et Robin Mayne et, en janvier 2017, l'équipe comprend 40 développeurs anciennement issus de BioWare, Blizzard Entertainment et Capcom. Bien qu'il s'agisse d'un petit studio par rapport aux studios qu'ils ont quittés, Houston a déclaré qu'ils étaient positionnés de manière à offrir "une nouvelle approche unique pour créer des expériences de jeu AAA".
Dauntless est le premier jeu du studio. Il a été fortement inspiré et comparé à la série Monster Hunter de Capcom, qui nécessite des centaines d'heures de jeux par un joueur; les développeurs eux-mêmes ont plus de 6000 heures en collectives dans divers titres Monster Hunter. Dauntless a également été influencé par Dark Souls et World of Warcraft. Houston mentionne Dark Souls pour avoir aidé à prouver qu'il existe un marché pour les "jeux d'action hardcore" axés sur les rencontres joueur contre environnement, ce qui leur a permis de prendre un risque sûr dans leur approche de Dauntless. Le jeu est destiné à être joué en coopération car ils le voient comme une expérience sociale, et ont l'intention d'ajouter des interactions multijoueurs présentes dans des jeux comme World of Warcraft et Destiny pour différencier Dauntless des jeux Monster Hunter.. Houston a déclaré qu'ils prévoyaient de faire des quêtes extrêmement difficiles dans le jeu, de sorte que, si la plupart des joueurs seraient en mesure d'atteindre la "fin" du jeu principal, seuls quelques-uns seraient suffisamment qualifiés pour réaliser ces quêtes, fonctionnalité présente dans World of Warcraft. L'aspect et la convivialité du jeu ont été inspirés par le film d'animation Raiponce et d'autres films Disney, évitant l'hyper-réalisme pour que les graphismes du jeu "vieillissent bien".
Depuis son annonce, le jeu a suscité beaucoup d'intérêt de la part des joueurs, ce qui a incité Phoenix Labs à être beaucoup plus transparent sur les plans de développement du jeu et à interagir avec leurs fans pour aider à guider le développement. Ils prévoient également de déplacer l'alpha fermé de quelques mois plus tôt afin d'obtenir des avis plus tôt. Ils ont ensuite annoncé leur intention de commencer les tests alpha en avril 2017.
Le jeu a été révélé pour la première fois lors des Game Awards en décembre 2016. Phoenix Labs prévoyait de commencer par une période alpha fermée, suivie d'une période bêta ouverte avant la sortie complète du jeu au dernier trimestre de 2017 L'alpha a été lancé le 18 août 2017; même si les joueurs pouvaient s'inscrire pour être sélectionnés pour l'alpha, Phoenix Labs offrait également un accès alpha précoce premium dans des pack payants qui comprenaient des améliorations dans le jeu, des fonctionnalités de personnalisation et la possibilité de créer des guildes. Lors de l' événement PAX East 2017 en mars 2017, ils avaient terminé le combat de base pour le jeu et commençaient à développer l'impact des compétences et des améliorations dans le jeu. En septembre, Phoenix Labs a repoussé la sortie du jeu, citant des problèmes trouvés pendant la période alpha fermée, y compris la stabilité du jeu et l'équilibre du jeu par rapport à Monster Hunter. La bêta ouverte a été repoussée au début de 2018 et officiellement lancée en mai 2018, bien qu'avant cela, ils aient invité des joueurs à la bêta fermée afin de connaitre leurs avis,. Dans les deux semaines suivant la période bêta ouverte, plus d'un million de nouveaux joueurs avaient joué au jeu. En juillet 2018, ils dépassent la barre des 2 millions de joueurs.
Bien qu'il y ait des microtransactions dans le jeu, les développeurs prévoient de les limiter aux objets cosmétiques et aux boosts temporaires plutôt que d'obliger les joueurs à accéder au contenu du jeu. Houston a déclaré qu'il était important que les joueurs portant des armures ou des armes rares dans le jeu les acquièrent grâce à leurs compétences et non à l'aide d'"un portefeuille profond"(donc le pay-to-win n'existe pas ). Alors qu'initialement, ils avaient offert des cosmétiques via des Loot box dans le jeu, l'équipe a choisi de les retirer à la suite des critiques envers la tendance Loot box qui a été soulevée en octobre 2017 ; au lieu de cela, ils permettent aux joueurs d'acheter directement des cosmétiques avec de l'argent réel. Houston, qui avait auparavant travaillé avec Electronic Arts sur Mass Effect 3, l'un des premiers jeux à avoir introduit des boîtes à butin, a déclaré vouloir donner aux joueurs "une relation plus claire avec le contenu qu'ils "achètent". Au lieu de cela, Phoenix Labs a choisi d'utiliser un système de "passe de combat" utilisant des Hunt and Season passes, fournissant un ensemble de cosmétiques et d'émotes.
Dauntless était initialement prévu pour une version sur ordinateur personnel uniquement, mais Phoenix Labs a eu des discussions avec les éditeurs sur consoles et aimerait prendre en charge un systèmes de jeu multiplateforme. Houston a déclaré que son équipe n'était pas inquiète de la concurrence potentielle de Monster Hunter: World qui devait arriver en 2018 sur les ordinateurs personnels et sur les consoles lors de l'Electronic Entertainment Expo 2017 en juin 2017. Houston a déclaré: "Plus il y aura de produits AAA dans ce genre, plus il s'élargira", et estime que Dauntless se différencie en étant réglé sur une expérience coopérative et en utilisant des mécanismes gratuits. Le studio a ensuite affirmé en mai 2019 que Monster Hunter World avait initialement baissé une partie de son nombre de joueurs, mais Dauntless n'a cessé de croître depuis grâce à l'intérêt pour ce style de jeu créé par le succès de Monster Hunter World, et était à environ 3 millions de joueurs au total.
Lors des Game Awards 2018 en décembre 2018, Phoenix Labs a affirmé que Dauntless sortirait sur PlayStation 4 et Xbox One début 2019, avec des futurs adaptation sur Nintendo Switch et sur plates-formes mobiles. Phoenix Labs souhaite également offrir un système One Dauntless aux joueurs, leurs progrès étant enregistrés via un compte unique quelle que soit la plate-forme sur laquelle ils jouent, dans le cadre de jeu multiplateforme, et a travaillé avec Sony et Microsoft pour travailler sur ces détails. En janvier 2019, Phoenix Labs a annoncé que le jeu serait migré vers Epic Games Store et dans les systèmes de compte de la boutique. Cela a aidé Phoenix à soutenir le multiplateforme grâce aux efforts antérieurs d'Epic Games sur Fortnite Battle Royale.
Le 21 mai 2019, alors qu'il était encore en accès anticipé, Dauntless est sorti sur PlayStation 4 et Xbox One, ainsi que des joueurs Windows en transition vers Epic Games Store. Avant sa sortie, Phoenix Labs avait seulement prévu d'avoir un jeu multiplateforme entre Windows et les utilisateurs de Xbox One, car ils étaient encore en discussions avec Sony sur la prise en charge multiplateforme PlayStation 4, mais le 21 mai, ils avaient obtenu l'approbation de Sony. En tant que tel, Dauntless est le premier jeu à être lancé au lancement avec un jeu croisé entre ces trois principales plates-formes,. Quelques jours après son lancement, la base de 3 millions de joueurs a doublé pour atteindre 6 millions, mettant une pression sur les serveurs du jeu au cours de cette période, tandis que Phoenix a travaillé pour augmenter la capacité des serveurs,. Le jeu a officiellement quitté l'accès anticipé le 26 septembre 2019 avec son lancement 1.0 et sa première extension majeure "Aether Unbound", avec un total de 15 millions de joueurs à ce jour.
La version Switch est sortie le 10 décembre 2019 et prend en charge le jeu multiplateforme avec les versions Microsoft Windows, PlayStation 4 et Xbox One.
Phoenix Labs a acquis Bot School Inc. en août 2019 pour aider à la prise en charge de Dauntless et aux fonctionnalités de jeu croisé. Phoenix Labs a été acquis par Garena en janvier 2020. L'acquisition n'a pas affecté le fonctionnement normal de Phoenix Labs ou Dauntless, et a servi à renforcer la présence internationale de Garena. Pour Phoenix, l'acquisition leur a potentiellement permis d'évoluer vers un espace de jeu mobile.
Le jeu sortira le 5 décembre 2024 sur Steam,.

## Mises à jour
La grosse mise à jour Dauntless Awakening sortira le 5 décembre 2024, ajoutant 11 nouvelles armes uniques, dont le marteau de glace Enclume ou l'épée Âme du Tonnerre, le béhémoth inédit Karkonos, une énorme créature insectoïde, ou encore un battle pass avec 50 paliers à franchir,.

## Accueil

### Récompense
Le jeu a été nommé pour "Original Dramatic Score, New IP" aux National Academy of Video Game Trade Reviewers Awards.